# Маргерити, Антонио
Антонио Маргерити (итал. Antonio Margheriti; 19 сентября 1930, Рим — 4 ноября 2002, Монтерози) — итальянский кинорежиссёр и сценарист. Известен как режиссёр фантастических фильмов, тем не менее, содержащих в себе элементы множества других жанров. Как отмечали многие критики подобная жанровая характеристика фильмов Маргерити была его своеобразной «торговой маркой». Маргерити всегда хотел быть независимым в творческом кинопроцессе и самостоятельно решать вопросы, начиная от сценария, создания художественных декораций, костюмов и заканчивая режиссурой и необходимыми специальными эффектами. Часто Маргерити отказывался работать над успешными и высокобюджетными картинами ввиду того, что продюсеры сильно ограничивали его творческую свободу. Много снимал на Филиппинах, в том числе создавая видимость съёмок во Вьетнаме, Камбодже, Бразилии, Карибских островах, Лаосе, Южной Америке и даже США, что создало своего рода толчок для других итальянских кинорежиссёров снимать именно на Филиппинах (как сказал однажды Лучо Фульчи, только один Антонио Маргерити был «Императором Филиппин»).

## Биография
Антонио Маргерити родился 4 ноября 1930 года в Риме (Италия) в достаточно обеспеченной семье. Отец Антонио Луиджи работал инженером-железнодорожником и отличался строгостью и серьёзностью. Помимо Антонио в семье было ещё трое детей — Лидия, Адриана и Альберто. Уже будучи ребёнком Антонио отличался творческими наклонностями. Первоначально вся семья проживала в Риме, однако, с началом войны, переехала в Верону, где проживала около 10 лет. Здесь же Антонио ходил в школу, а в свободное время посещал различного рода мероприятия. Впоследствии он даже хотел стать футболистом, играл за Веронскую футбольную команду, которая тогда выступала в третьем дивизионе. Но, отыграв за команду один сезон, Антонио, в результате несчастного случая, произошедшего во время одного из матчей, отказался от дальнейшей карьеры. В конце 1940-х годов семья Маргерити возвращается обратно в Рим, где Антонио поступает на инженерный факультет университета. Однако, проучившись всего один год, Антонио решает бросить учёбу и попробовать свои силы в кинобизнесе, на что родители отозвались очень прохладно. В начале 1950-х годов Маргерити знакомится с Мирандой Бонарди, на которой женится в 1953 году. Год спустя она рожает девочку Антонеллу, а в 1959 году сына Эдоардо.
Антонио Маргерити умер от сердечного приступа.

## Карьера в кино

### Попытки пробиться в кинематограф
В 1950-е годы Маргерити, пытаясь пробиться в кинематографические круги, начинает писать сценарии и романы, надеясь, что его заметят благодаря театральным постановкам и документальным фильмам. Одним из таких фильмов явилась документальная картина Старый Рим, в которой пожилой мужчина прогуливался по Риму, разглядывал улицы и достопримечательности, пытаясь представить себе какие они были в прошлом. В первой половине 1950-х годов Маргерити начинает заниматься специальными эффектами, работая на несколько киностудий. В этот период Маргерити удалось поработать даже с Марио Бава, который тогда работал оператором в нескольких рекламных кампаниях. В 1953 году Маргерити по приглашению Пино Мерканти создаёт специальные эффекты для фильма «Пятеро из Адамелло». Продюсером картины выступил Отелло Коланджелли, который заметил талант Маргерити и в будущем ещё неоднократно сотрудничал с ним. Однако, при всём качестве и многообещающем характере работ Маргерити, ему было далеко до большого кинематографа. Тогда, когда на дворе был 1955 год, Маргерити каждое утро в течение нескольких месяцев специально проходил мимо входа в Titanus — одну из крупнейших кинокомпаний Италии. И проходил он там именно в тот момент, когда главный продюсер киностудии Джильберто Карбоне приходил на работу. Маргерити каждый раз приветствовал Карбоне словами «Доброе утро, господин Карбоне…» до тех пор, пока последний не начал отвечать взаимно, а впоследствии и общаться вместе на интересующие их темы. В итоге Маргерити и Карбоне стали друзьями и по пути в буфет Антонио будет сообщать ему о своих новых идеях.

### Первые шаги в качестве сценариста
В то же время Маргерити продолжал писать, пока Карбоне не предложил ему сотрудничество для написания сценария к фильму «Предчувствие» (1957). Продюсером картины был Карбоне, а режиссёром Этторе Мария Фиццаротти. Именно с этого фильма благодаря Карбоне сценарии Маргерити подписывались руководителем Titanus Гоффредо Ломбардо. 
В 1957 году Антонио пишет ещё один сценарий — на это раз для музыкальной комедии «Железный коллектив», режиссёром которой выступил Тури Василе — один из немногих будущих друзей Маргерити, дружба с которым продлилась более 40 лет. 
В 1958 году Маргерити в качестве сценариста и помощника режиссёра принимает участие в производстве картины «Золотые ночи» с участием комика Тото. 
В этом же году выходит музыкальная комедия «Обещания моряка», а год спустя ещё одна комедия «Автомобильный прицеп и рулетка». В дальнейшем Тури Василе, с которым Маргерити успешно сотрудничал ранее, предложил Антонио поработать над фильмом-катастрофой, посвящённой катастрофе в Мессине, произошедшей в 1908 году. При всех успешных разработках картины, последняя, ввиду того, что жанр фильмов-катастроф не был так популярен в то время, так и не была выпущена. Однако через несколько лет Маргерити вновь попробовал использовать его в новом сценарии Эрнесто Гастальди для Карло Понти с Софией Лорен в качестве ведущей актрисы в одном из эпизодов. Но и это предприятие не было реализовано в полной мере и Titanus полностью оставил проект.

### Режиссёрские работы: Фантастические фильмы
В это же время Тури Василе стал своего рода наставником для Маргерити и именно благодаря ему Гоффредо Ломбардо согласился продюсировать фильм «Космонавты» — режиссёрский дебют Маргерити. Картина была выдержана в жанре научной фантастики (хотя, при этом, содержала в себе элементы множества жанров), что в то время было достаточно инновационным для Италии (подавляющее большинство картин подобного жанра были продуктом американского рынка). Фильм был снят не более чем за 20 дней при бюджете 30 тысяч долларов, однако имел достаточно большой коммерческий успех и разошёлся по всему миру. В связи с этим Маргерити пришлось даже использовать «американизированный» псевдоним Энтони Доусон, под которым Маргерити снимал вплоть до середины 1990-х годов. Хотя первоначально Антонио хотел использовать псевдоним Энтони Дэйзиз (буквальный перевод имени), но дистрибьюторы заявили, что имя «Маргаритка» звучит слишком гомосексуально. Тогда Маргерити сменил его на Энтони Доусон. В дальнейшем Маргерити хотел реализовать ещё один свой замысел — снять картину о доисторических животных. Но проект, как и многие идеи режиссёра, снова не был реализован.
Успех «Космонавтов» способствовал поступлению предложений Антонио на съёмки ещё одного похожего фильма. Такой картиной явился фильм 1961 года «Битва миров», имевший более высокий бюджет, позволивший пригласить заметного актёра Клода Рейнса. Сценаристом картины выступил Эннио Де Кончини, а продюсером Тури Василе. Фильм, также как и прошлый проект режиссёра, имел успех как в самой Италии, так и в других странах. В 1962 году Маргерити занимается производством фэнтези «Золотая стрела», который был спродюсирован киностудией Titanus для Metro Goldwyn Mayer. Картина явилась первым американским фильмом режиссёра, к тому же имевшим весьма большой бюджет. Впоследствии заинтересованные американские продюсеры приглашали Маргерити для создания специальных эффектов для фильма «Космическая одиссея 2001 года» Стэнли Кубрика, а Дино Де Лаурентис приглашал Антонио для создания специальных эффектов к фильму-ремейку Кинг-Конг Джона Гиллермина. Однако Маргерити в первом случае отказался, ввиду того, что был занят своими проектами, а также не хотел вмешиваться в «авторское пространство» фильма; во втором случае Маргерити отказался по причине несовместимости его характера и характера режиссёра фильма.

### Фильм ужасов
В 1963 году Маргерити по приглашению режиссёра Серджо Корбуччи обращается к жанру готического фильма ужасов и занимается производством картины «Замок крови». Первоначально режиссёром данной картины должен был стать сам Корбуччи, но из-за ряда сторонних обстоятельств он не мог сам заниматься режиссурой. Сценарий картины был написан Бруно Корбуччи вместе с Джованни Гримальди, а главную роль исполняла Барбара Стил — культовая актриса итальянского фильма ужасов (немногим ранее она закончила съёмки в другом фильме ужасов — «Маска Сатаны» Марио Бава). Основной проблемой производства картины явилась необходимость снять фильм в кратчайшие сроки без необходимой для того подготовкой. Кроме того, в картине использовались декорации и костюмы, оставшиеся после съёмок «Монаха из Монца» Серджо Корбуччи с Тото в главной роли. Фильм был снят всего за две недели, с использованием трёх-четырёх камер и с минимальными периодами для отдыха актёров. Съёмки проходили в несколько напряжённой атмосфере: Маргерити прибывал на съёмочную площадку в 8 часов утра и буквально за десять минут объяснял съёмочной группе все сцены, которые сегодня необходимо было снять. В ходе съёмок он мог на кого-то накричать, но по их окончании непременно извинялся. Тем не менее, картина получила большую известность не только в Италии, но и в других странах. Сам Маргерити впоследствии заявлял:

Работать быстро вовсе не означает работать плохо, в кино ничто не является невозможным. Вы можете добиться почти чудес, важно, что Вы имеете ясные идеи, зная точно чего Вы хотите, и держите в голове финальное сокращение фильма. Не снимайте ненужное, бесполезно повторять целую сцену десять раз из десяти различных углов, если Вы решили использовать только одну из коротких частей, снимайте только тот маленький кусочек.
В конце 1960-х годов Маргерити основывает свою собственную студию Edo Cinematografica, с которой в 1969 году снимает картину «Бессердечные». После этого режиссёр решает выйти на широкий международный рынок и в 1970 году снимает, а также продюсирует, фильм «Мистер супер-невидимка» с Дином Джонсом в главной роли. Картина была выдержана в направлении семейного фильма и повествовала об учёном, который по неосторожности выпил жидкость, делающую человека невидимым. Выпуск фильма в мировой прокат был задержан дистрибьютором, и Антонио пришлось продать все свои права на картину, дабы полноценно закончить фильм. Подобная задержка обошлась ему в 400 тысяч долларов.

### 1970—1980-е годы
Не желая больше заниматься продюсированием Маргерити решает сделать ремейк своего же собственного раннего фильма «Замок крови» и в 1971 году снимает «В объятиях паука». Критики оценили фильм намного лучше, чем оригинал, но сам режиссёр с этим согласен не был. В 1977 году Антонио в Бразилии заканчивает съёмки картины «Рыба-убийца», после чего отправляется в кинотеатр на сеанс Звёздных войн Джорджа Лукаса. Фильм произвёл на Маргерити особое впечатление и, возвратившись в Рим, он снова берётся за жанр научной фантастики и вместе со сценаристом Китом Карсоном пишет сценарий, вдохновленный футуристической версией вестерна Джона Форда «Дилижанс». Сюжетно картина должна была повествовать о людях-колонистах, путешествующих на космическом транспорте между различного рода колониями. Маргерити создал множество рисунков и эскизов окружающей обстановки, костюмов, сооружений, космических кораблей и т. д. Но проект по независящим от режиссёра обстоятельствам был оставлен и дальнейшей реализации не приобрёл, хотя Антонио пытался к нему обращаться в будущем. В 1980 году Маргерити отправляется на Филиппины, где снимет ещё много фильмов, и готовит фильм о вьетнамской войне «Последний охотник».

### 1990-е годы
В 1990-е годы Маргерити снимал мало, ввиду того, что международный рынок был переполнен. Одним из самых последних проектов Маргерити явилась картина «Воины времени», которая должна была стать первой частью фэнтези-трилогии, рассказывающей о приключениях в виртуальных мирах увлекающегося видеоиграми молодого парня. Он проникал в вымышленное пространство видеоигр и сражался со своими врагами.

## Увлечения
Антонио Маргерити был большим поклонником журналов комиксов:

Лично я всегда был любителем книжек комиксов, я живу всей своей жизнью с книгами комиксов. Я вырос с Флэшем Гордоном Алекса Реймонда, с предприимчивыми Чинно и Франко, и Мандрагорой.
У себя в загородном доме он даже построил бассейн в форме героя Снуппи, называя его «Бассейн Снуппи». Также он несколько раз пытался снять фильмы по мотивам комиксов — «Мандрагора» с намерением использовать Марчелло Мастроянни в главной роли; «Наёмник» — экранизация испанского комического комикса, где на драконах летают рыцари.

## Избранная фильмография
| Год  | Русское наименование           | Оригинальное наименование                  | Кто                           |
| ---- | ------------------------------ | ------------------------------------------ | ----------------------------- |
| 1989 | Индеец                         | Indio                                      | режиссёр                      |
| 1987 | Остров сокровищ в космосе      | L'isola del tesoro                         | режиссёр                      |
| 1980 | Последний охотник              | L'ultimo cacciatore                        | режиссёр                      |
| 1980 | Апокалипсис каннибалов         | Apocalypse Domani                          | режиссёр                      |
| 1979 | Рыба-убийца                    | Killer Fish                                | режиссёр                      |
| 1975 | Грубость                       | Lo sgarbo                                  | сценарист                     |
| 1972 | Остров сокровищ                | L'isola del tesoro                         | сценарист                     |
| 1971 | В объятиях паука               | Nella stretta morsa del ragno              | режиссёр                      |
| 1970 | Мистер супер-невидимка         | L’inafferrabile invincibile Mr. Invisibile | режиссёр, продюсер            |
| 1969 | Бессердечные                   |                                            | режиссёр                      |
| 1964 | Замок крови                    | Danza macabra                              | режиссёр                      |
| 1962 | Золотая стрела                 | L'Arciere delle Mille e Una Notte          | режиссёр                      |
| 1961 | Битва миров                    | Il pianeta degli uomini spenti             | режиссёр                      |
| 1960 | Космонавты                     | Space Men                                  | режиссёр                      |
| 1959 | Автомобильный прицеп и рулетка |                                            |                               |
| 1958 | Обещания моряка                |                                            |                               |
| 1958 | Золотые ночи                   |                                            | сценарист, помощник режиссёра |
| 1957 | Предчувствие                   | Presentimento                              | сценарист                     |
| 1953 | Пятеро из Адамелло             |                                            | специальные эффекты           |